# Gobela
El Gobela (en basc gobela) és un riu del País Basc.
Neix a la muntanya Gana, a Barrika. A la seva capçalera rep el nom de rierol Ganabarri, fins que a la vega d'Urko, a Sopela, rep les aigües dels rierols Lemosa i Saitu. A Getxo rep els rierols Martiartu i Bolue. A la desembocadura d'aquest darrer hi ha l'aiguamoll de Bolue, un dels espais naturals de més interès faunístic de la localitat. El seu darrer tram adquireix forma de ria.
El Gobela originalment desembocava a Ibaizabal formant un banc de terra just a la desembocadura de l'Abra, dificultant molt la navegació de grans vaixells, i per evitar problemes en 1558 es va condicionar el Gobela i la construir el port d'Areeta per evitar els efectes desastrosos dels moviments de la barra de la Ria de Bilbao tenia sobre el transport marítim. 1856, aprofitant la desamortització de Madoz, Máximo Aguirre Ugarte va comprar les els terrenys comunals de la platja i la maresma de Lamiako per dessecar-les i construir un balneari a l'estil de la costa de Biarritz, i que es convertí en la urbanització planificada més gran a Biscaia fins al pla d'eixample de Bilbao de 1876. Immediatament va engegar la consolidació i fixació dels terrenys mitjançant un projecte de 1859 de l'arquitecte Pedro de Belaunzaran d'acord a les experiències de les Landes franceses, amb l'obertura d'una nova llera al Gobela, obrint un canal recte que ho comunicava amb el riu Udondo, alinant-lo al tram final i instal·lant una resclosa i molls a prop de la desembocadura. Abans que el riu desemboqui a l'Ibaizabal, discorre en paral·lel a aquest riu cap al sud i després d'unir-se amb la riera d'Udondo, desemboca a l'Ibaizabal al límit entre els municipis de Leioa i Erandio, per desembocar poc després al Nerbion. A més, rep aigües pluvials recollides pels sistemes artificials de col·lectors dels carrers de Sopela, Berango, Getxo i Leioa. La seva llera es troba soterrada en part del seu recorregut.
L'1 de juny de 2008 el riu Gobela es va desbordar a Getxo i Berango i es van produir inundacions. Hi va haver molts danys a cases, garatges i cotxes.